# 就職冰河期
就職冰河期（日语：／）是日本社會上就業困難時期之通稱，指就業市場如冰河期般的寒冷狀態。

## 概要
主要指泡沫經濟破滅後的就業困難的時期（定義上是1993年～2005年）。Recruit社的就職雜誌『就職Journal』在1992年11月号提唱的造語，獲得1994年第11回新語・流行語大賞的審査員特選造語賞。

## 冰河期世代
在就職冰河期時從事就業活動的世代稱作「（就職）冰河期世代」，也稱作「失落的一代」等。

## 脚注
1. ↑  中央三井アセットマネジメント エコノミストの視点[永久]
2. ↑  NIRA研究報告書 就職氷河期世代のきわどさ 高まる雇用リスクにどう対応すべきか p114 （页面存档备份，存于）2008年4月

## 關連項目
- 泡沫經濟
- 失落的十年
- 學歷難民
- 人力派遣

## 外部連結
- 小谷敏「若者は再び政治化するか」 （页面存档备份，存于）
- 千葉邦雄　ニュースの落とし穴　2004年4月25日「見えない軍隊とその戦場」 （页面存档备份，存于）
- e-Stat 平成22年度学校基本調査速報 卒業者数、就職者数及び就職率等の推移（大学（学部））（図）